# Boise Cascade
Pour les articles homonymes, voir Boise (homonymie) et Cascade.
Boise Cascade Holdings, LLC (« Boise ») est une entreprise papetière américaine, le 13e compagnie de produits forestiers au monde.  Elle est composée de l'actif vendu lorsque l'ancienne Boise Cascade Corporation s'est rebaptisé OfficeMax Inc. (après acquisition de la société du même nom en 2003).

## Boise Cascade Corporation
Boise Cascade Corporation est née en 1957 de la fusion entre Boise-Payette Lumber Company de Boise en Idaho et la Cascade Lumber Company de Yakima, Washington.
Boise-Payette a été créé en 1913 d'une fusion de la Payette Lumber & Manufacturing Company et Barber Lumber, une entreprise de Wisconsin ayant des activités dans le bassin de Boise. Payette Lumber, une société de Minnesota, a acquis 33 000 acres (130 km²) de terrains d'état de bois au Long Valley de l'Idaho près de l'actuel Cascade (Idaho) en 1902.  
Dans les années 1960, Boise Cascade a acquis une participation majoritaire dans le Cuban Electric Company, qui était le principal fournisseur d'électricité au Cuba avant d'être nationalisée par le gouvernement de Fidel Castro.
En novembre 2004, Boise Cascade Corporation  a conclu la vente de ses actifs de papier et des produits de construction, et de terrains forestiers à Madison Dearborn, entreprise de  capital-investissement. Boise Cascade Corporation s'est ensuite rebaptisé OfficeMax, vendeur de matériel de bureau qu'elle avait acquise en 2003.

## Aldabra 2 Acquisition Corp.
En septembre 2007, Madison Dearborn Partners vend  les actifs de papier et d'emballages de Boise Cascade à la société Aldabra 2 Acquisition Corp., dont le siège est à New York (New York). Aldabra 2 Acquisition Corp, holding fondée par les investisseurs Nathan Leight et Jason Weiss de Terrapin Partners de New York, a accepté de payer 1,34 milliard de dollars en espèces et le reste en actions pour acheter ces actifs. Madison Dearborn garde les actifs de  Boise Cascade des autres produits de bois et de matériaux de construction. La nouvelle société issue de la vente est nommé Boise Paper Holdings, LLC.
Boise Paper Holdings, LLC a son siège social au centre-ville de Boise, en Idaho. Son pdg est Alexander Toeldte, anciennement vice-président exécutif du papier, des emballages et des entreprises de papier journal de Boise Cascade. La compagnie est cotée sur le New York Stock Exchange (NYSE : BZ).
La société n'est pas affiliée à la papetière canadienne Cascades.

## Principaux actionnaires
Liste au 23 novembre 2019:
| The Vanguard Group                             | 11,2% |
| Dimensional Fund Advisors                      | 8,39% |
| Westwood Management (Texas)                    | 5,22% |
| Macquarie Investment Management Business Trust | 5,19% |
| BlackRock Fund Advisors                        | 3,73% |
| Wellington Management                          | 3,65% |
| SSgA Funds Management                          | 2,95% |
| Next Century Growth Investors                  | 2,42% |
| Goldman Sachs Asset Management                 | 2,38% |
| Bridger Management                             | 2,32% |